# Cleonardopsis carinata
Cleonardopsis carinata är en kräftdjursart som beskrevs av K. H. Barnard 1916. Cleonardopsis carinata ingår i släktet Cleonardopsis och familjen Eusiridae. Inga underarter finns listade i Catalogue of Life.